# Satyrus aksuensis
Satyrus aksuensis är en fjärilsart som beskrevs av Andrej Nikolajewitsch Avinoff och Sweadner 1951. Satyrus aksuensis ingår i släktet Satyrus och familjen praktfjärilar. Inga underarter finns listade.